# Lente (lied)
Lente is een lied van de Nederlandse zangeres Anouk. Het werd in 2018 als single uitgebracht en stond in hetzelfde jaar als tiende track op het album Wen d'r maar aan.

## Achtergrond
Lente is geschreven door Anouk Teeuwe, Reinier Scheffer en Tore Johansson en geproduceerd door Teeuwe, Martin Gjerstad en Johansson. Het is een lied uit de genres nederpop en softrock. Het lied is, zoals de titel doet verwachten, een ode aan het voorjaar. Anouk bracht het nummer voor het eerst live ten gehore tijdens een verrassingsoptreden bij het televisieprogramma RTL Weerbericht op de dag dat de lente in 2018 begon.

## Hitnoteringen
De zangeres had weinig succes met het lied in Nederland. Het had geen notering in de Single Top 100 en ook de Top 40 werd niet bereikt; het lied bleef steken op de twintigste plaats van de Tipparade.